# Annette Leo
Annette Leo, née en 1948 à Düsseldorf, est une historienne allemande et chercheuse à l'université Friedrich-Schiller d'Iéna.

## Biographie
Son père est le journaliste et résistant communiste franco-allemand Gerhard Leo. Sa mère Nora est la fille du journaliste et résistant allemand contre le régime nazi Dagobert Lubinski. Ses parents choisissent de s'installer  dans la zone soviétique de Berlin en 1952. En 1966, elle obtient son diplôme d'études secondaires et devient membre du Parti socialiste unifié d'Allemagne. Elle effectue ensuite un stage de journalisme au Berliner Zeitung. Elle reprend des études d'histoire et  d'études romanes à l'université Humboldt de Berlin-Est de 1968 à 1973. Elle travaille comme journaliste au magazine de politique étrangère Horizont. En 1982, elle soutient sa thèse de doctorat d'histoire sur le thème des Commissions ouvrières espagnoles dans la lutte contre le régime franquiste.
De 1982 à 1986, elle travaille comme rédactrice en chef pour le Neue Berliner Illustrierten et de 1986 à 1989 comme historienne et publiciste indépendante. En 1989, elle collabore avec le groupe parisien "mémoire grise" dans le cadre du projet "A l'Est - mémoire retrouvée". Elle est assistante de recherche au musée de Prenzlauer Berg de 1991 à 1993 et à l'Institut de recherche pour la formation des travailleurs de Recklinghausen de 1993 à 1996.
De 2001 à 2005, elle travaille au Centre de recherche sur l'antisémitisme de l'université technique de Berlin. Elle  publie une biographie du linguiste Wolfgang Steinitz en 2004, puis rejoint l'Institut historique de l'université Friedrich-Schiller d'Iéna, en tant que chercheuse. Elle reçoit en 2008 le prix Annalise-Wagner pour sa publication sur la vie quotidienne à Fürstenberg et le camp de concentration des femmes de Ravensbrück.
En 1991, Annette Leo publie une biographie de son grand-père, Dagobert Lubinski, journaliste communiste et résistant assassiné en tant que Juif dans le camp de concentration d'Auschwitz. 
Sa biographie critique  sur l'écrivain socialiste Erwin Strittmatter, premier secrétaire de l'Association des écrivains en RDA et  considéré comme « l'écrivain national de la moitié d'une nation » selon Der Spiegel suscite une large discussion sur la manière dont elle traite l'auteur et sa classification historique,.
Son fils Maxim Leo est journaliste pour le Berliner Zeitung, scénariste et écrivain,.

## Œuvres
- Umgestoßen. Provokation auf dem Jüdischen Friedhof in Berlin Prenzlauer Berg 1988. Metropol Verlag, Berlin 2005,  (ISBN 3-938690-06-2)
- Vielstimmiges Schweigen. Neue Studien zum DDR-Antifaschismus., en collaboration avec Peter Reif-Spirek :Metropol Verlag, Berlin 2001,
- La Vie quotidienne à Fürstenberg et le Camp de concentration des femmes de Ravensbrück, photographies de  Peter Grätz. 2e édition. Metropol, Berlin 2008,   (ISBN 978-3-938690-61-1)
- Briefe zwischen Kommen und Gehen. Basis-Druck, Berlin 1991,   (ISBN 3-86163-017-6)
- Erwin Strittmatter: Die Biographie. Aufbau-Verlag, Berlin 2012, (ISBN 978-3-351-03395-8)